# Legion (televisieserie)
Legion is een Amerikaanse televisieserie die sinds 8 februari 2017 uitgezonden wordt op de televisiezender FX Networks. De serie is gebaseerd op de stripreeks Legion van Marvel Comics. Ze is verbonden met de X-Men-filmserie.

## Verhaal
David Haller is een mutant die op jonge leeftijd gediagnosticeerd wordt met schizofrenie. Sindsdien is hij patiënt in verschillende psychiatrische ziekenhuizen. Nadat David een andere psychiatrische patiënte ontmoet, wordt hij geconfronteerd met de mogelijkheid dat er meer met hem aan de hand is dan enkel zijn mentale gezondheid.

## Rolverdeling
| Acteur            | Personage               |          |
| Acteur            | Personage               | 1        |
| ----------------- | ----------------------- | -------- |
| Dan Stevens       | David Haller            | Hoofdrol |
| Rachel Keller     | Sidney Barrett          | Hoofdrol |
| Aubrey Plaza      | Lenny Busker            | Hoofdrol |
| Bill Irwin        | Cary Loudermilk         | Hoofdrol |
| Jeremie Harris    | Ptonomy Wallace         | Hoofdrol |
| Amber Midthunder  | Kerry Loudermilk        | Hoofdrol |
| Katie Aselton     | Amy Haller              | Hoofdrol |
| Jean Smart        | Dr. Melanie Bird        | Hoofdrol |
| David Selby       | Brubaker                | Bijrol   |
| David Ferry       | Dr. Dennis Kissinger    | Bijrol   |
| Ellie Araiza      | Philly                  | Bijrol   |
| Brad Mann         | Rudy                    | Bijrol   |
| Quinton Boisclair | Duivel met de Gele Ogen | Bijrol   |
| Mackenzie Gray    | Walter / Het Oog        | Bijrol   |
| Scott Lawrence    | Dr. Poole               | Bijrol   |
| Devyn Dalton      | Kwade Jongen            | Bijrol   |
| Jemaine Clement   | Oliver Bird             | Bijrol   |

## Afleveringen

### Seizoen 1 (2017)
| Nr. | # | Titel     | Regisseur         | Schrijver(s)      | Datum uitzending |
| --- | - | --------- | ----------------- | ----------------- | ---------------- |
| 1 | 1 | Chapter 1 | Noah Hawley       | Noah Hawley       | 8 februari 2017  |
| David Haller wordt ondervraagd door ambtenaren in dienst van de overheid die geloven dat ze misschien wel de meest krachtige mutant ooit hebben ontdekt. David vertelt dat hij als schizofreen werd gediagnosticeerd toen hij jong was en naar het Clockworks Psychiatrisch Ziekenhuis werd gebracht na een zelfmoordpoging. Hij bracht er zes jaar door als patiënt. Gedurende die tijd ontmoette hij Sydney Barrett, een meisje dat weigerde te worden aangeraakt. Sydney stemde er mee in om zijn vriendin te zijn, maar werd uiteindelijk ontslagen uit het ziekenhuis. Voordat ze vertrok gaf David haar een kus ter afscheid, waardoor hun bewustzijn wisselde van lichaam. Sydney ontketende capaciteiten van Davids lichaam die zijn vriendin Lenny Busker doodde en andere patiënten opsloot in hun kamers. David werd geëvacueerd in Sydneys lichaam. Later keerde Davids lichaam terug naar zijn bewustzijn, en hij ging op zoek naar Sydney. David merkte dat hij achtervolgd werd door twee personen, totdat hij gevangen genomen werd door de overheid. Nu breken deze twee personen, Ptonomy Wallace en Kerry Loudermilk, samen met Sydney in in de faciliteiten van de overheid om David te redden. Ze brengen hem naar Melanie Bird. |   |           |                   |                   |                  |
| 2 | 2 | Chapter 2 | Michael Uppendahl | Noah Hawley       | 15 februari 2017 |
| In Summerland, het hoofdkwartier van Melanie, begint David aan "geheugenwerk" met Ptonomy. Die kan zelf alles onthouden wat hij heeft meegemaakt en heeft toegang tot de herinneringen van anderen. Melanie legt uit aan David dat hij gevangen werd genomen door Divisie 3, een overheidsinstantie die gericht is op het gevangen nemen en bestuderen van mutanten. Zij wil hem echter helpen door David te laten zien dat het begin van zijn "ziekte" gewoon zijn krachten waren die zich begonnen te manifesteren. In Davids jeugdherinneringen wordt hij geplaagd door een kinderboek dat zijn vader aan hem voorlas, 's Werelds Kwaadste Jongen, waarin het hoofdpersonage zijn moeder vermoordt. In zijn herinneringen voor hij werd opgenomen in Clockworks, nam David drugs samen met Lenny om de stemmen in zijn hoofd te proberen te blokkeren. Melanie laat David plaats nemen onder een MRI-scanner om te bestuderen hoe zijn brein werkt. Tijdens de scan projecteert hij per ongeluk zijn geest naar Clockworks in het heden, waar zijn zus Amy op zoek is naar hem. Amy wordt ontvoerd door Divisie 3, waardoor David panikeert en de MRI-scanner buiten Summerland teleporteert. David wil Amy gaan redden, maar Sydney overtuigt hem te wachten tot hij zijn krachten begrijpt en beheerst.                                             |   |           |                   |                   |                  |
| 3 | 3 | Chapter 3 | Michael Uppendahl | Peter Calloway    | 22 februari 2017 |
| David gaat verder met het geheugenwerk met Ptonomy en Melanie, waarbij ze zijn periode toen hij drugs nam voor hij naar Clockworks werd gebracht bestuderen. Terwijl ze zijn herinneringen ontvouwen, wordt David achtervolgd door verschijningen. Zijn geest vecht tegen de krachten van Ptonomy, en hij teleporteert hun drie lichamen per ongeluk naar een andere kamer. Wanneer hij meer tests ondergaat verliest David opnieuw de controle, en projecteert zowel zijn geest als die van Sydney naar Divisie 3, waar Amy wordt ondervraagd. Een van de ondervragers, een mutant met de naam Het Oog, ziet deze projecties voordat ze terugkeren naar hun lichaam. Melanie vertelt dat Het Oog in feite Walter is, een van de oprichters van Summerland, samen met Melanies vermiste echtgenoot Oliver en de wetenschapper Cary Loudermilk. Wanhopig op zoek naar een doorbraak met David, verdooft Melanie hem tot op het punt waarop zij, Ptonomy en Sydney vrij zijn geest kunnen verkennen. Davids herinneringen werken echter tegen, en een belichaming van 's Werelds Kwaadste Jongen jaagt hen op door een versie van Davids ouderlijke huis, totdat ze alle drie uit Davids hoofd worden gedwongen. |   |           |                   |                   |                  |
| 4 | 4 | Chapter 4 | Larysa Kondracki  | Nathaniel Halpern | 1 maart 2017     |
| David ontwaakt niet uit zijn verdoving, en de anderen kunnen de herinneringen die ze hebben gezien niet vertrouwen. Melanie stuurt Sydney en Ptonomy op pad om Davids ex-vriendin Philly op te sporen, om er zo achter te komen wat er werkelijk gebeurde voor hij werd opgenomen in Clockworks. Ook Kerry wordt meegestuurd, een jonge vrouw die in het lichaam van Cary leeft en alleen naar buiten komt voor de "actie". Ptonomy gaat de herinneringen van Philly binnen en onderzoekt het kantoor van Dr. Poole, Davids vroegere psycholoog. Hij ontdekt dat Davids vriend een man was met de naam Benny, en dus geen vrouw met de naam Lenny. David bleek Dr. Poole te hebben aangevallen, die tegenwoordig in een vuurtoren woont. In de vuurtoren begint het trio David te bespreken met Poole, totdat die onthult Het Oog te zijn en de vuurtoren omsingeld is met soldaten van Divisie 3. Ondertussen zit de geest van David gevangen in het astrale veld, waar hij de gevangen Oliver ontmoet. David weigert te wachten op hulp met Oliver, en weet te ontsnappen dankzij de aanmoediging van een verschijning van Lenny. David redt de anderen van Het Oog, maar die schiet Kerry neer tijdens zijn ontsnapping. |   |           |                   |                   |                  |
| 5 | 5 | Chapter 5 | Tim Mielants      | Peter Calloway    | 8 maart 2017     |
| Kerry wordt teruggebracht naar Summerland, waar Cary haar geneest. David vertelt Melanie over Oliver, en toont zijn beheersing van het astrale veld door een kamer te creëren waar hij en Sydney samen kunnen zijn zonder dat haar krachten dit verhinderen. David ontsnapt al snel om Amy te gaan bevrijden. Melanies team arriveert bij Divisie 3 en ontdekt dat iedereen is gedood door David. Na de scans van David nog eens te hebben doorgenomen, leidt Cary hieruit af dat Davids geest besmet is met een parasiet die hij kent als de Duivel met de Gele Ogen. David brengt Amy naar hun ouderlijke huis, waar ze onthult dat hij eigenlijk werd geadopteerd. Lenny komt tevoorschijn uit Davids geest en legt uit dat zij de controle over zijn lichaam is geweest. Melanies team is hen gevolgd naar het huis, achtervolgd door Het Oog, en komen toe wanneer Lenny David aanvalt. Het Oog schiet op David, waarop Sydney hen naar de kamer in het astrale veld laat brengen. Daar is David hulpeloos wanneer de Duivel met de Gele Ogen Sydney aanvalt, totdat hij de hele groep naar een astrale fantasie brengt. Hier is iedereen patiënt in Clockworks, onder de hoede van Lenny. |   |           |                   |                   |                  |
| 6 | 6 | Chapter 6 | Hiro Murai        | Nathaniel Halpern | 15 maart 2017    |
| In de gedeelde hallucinatie bespreekt Lenny persoonlijke problemen met ieder lid van het team, zoals Melanie die weigert haar lang vermiste echtgenoot te laten gaan en Ptonomy die zijn moeder zag sterven toen hij nog een kind was. Hoewel de meesten van de groep zich niet bewust zijn van de ware aard van hun omgeving, merkt Sydney dat hun nieuwe realiteit anders is dan sommige van haar herinneringen. Lenny gaat de confrontatie aan met Sydney en brengt haar in een coma. Cary wordt bezocht door Oliver, die hem meeneemt naar zijn thuis in het astrale veld. Kerry gaat op zoek naar Cary, maar wordt aangevallen en achtervolgd door Het Oog. Oliver verschijnt voor Melanie, en leidt haar naar de fysieke ruimte waar het team hun lichamen zich bevinden. De tijd lijkt te zijn vertraagd, waarbij hun lichamen bewegingsloos zijn en de kogels die Het Oog afvuurde op David en Sydney hebben hen nog niet bereikt. Lenny, die een andere vorm van de Duivel met de Gele Ogen blijkt te zijn, onthult dat ze Davids biologische vader heeft gekend en zich specifiek op David richtte. Ze laat dan de controle over zijn geest zien door David in een hoek van zijn eigen geest te blokkeren. |   |           |                   |                   |                  |
| 7 | 7 | Chapter 7 | Dennie Gordon     | Jennifer Yale     | 22 maart 2017    |
| In het astrale veld legt Oliver uit aan Cary dat hij David in de gaten heeft gehouden en dat hij gelooft dat de parasiet Amahl Farouk is, bijgenaamd de Schaduwkoning, een krachtige mutant. Cary vertelt dat zijn fysieke lichaam een apparaat heeft dat mogelijk in staat is om de parasiet tijdelijk te isoleren uit Davids geest. Cary wekt Sydney en stuurt haar er op uit om de anderen te helpen terwijl hij, Oliver en Melanie proberen om de fysieke wereld te beïnvloeden door het apparaat toe te passen op David. Farouk valt Sydney, Kerry en Het Oog aan als Lenny, waarbij Het Oog zijn geest en zijn fysieke lichaam sterven. David ontdekt dat Farouk en zijn natuurlijke vader beide krachtige mutanten waren die elkaar een hele tijd geleden hebben bevochten, waarbij Farouk verloor. Zijn vader liet David dan adopteren om hem te beschermen van Farouk, maar die wist David op te sporen en kon zijn geest infecteren aangezien Davids jonge leeftijd. Doordat het apparaat Farouk weet op te sluiten in Davids achterhoofd, keert hij terug naar zijn fysieke lichaam en weet de kogels op te vangen. De groep keert terug naar Summerland, maar lopen in een hinderlaag door soldaten van Divisie 3, aangevoerd door Clark, de man die David ondervroeg bij de overheidsdienst. Farouk begint los te breken.                   |   |           |                   |                   |                  |
| 8 | 8 | Chapter 8 | Michael Uppendahl | Noah Hawley       | 29 maart 2017    |
| In flashbacks wordt getoond hoe Clark terug bij bewustzijn komt en leert om te gaan met de derdegraads brandwonden over een aanzienlijk deel van zijn lichaam die hij opliep tijdens Davids bevrijding. Zijn echtgenoot en adoptiezoon accepteren echter zijn nieuwe uiterlijk. Hij zweert om David en de mutanten te verslaan en weigert een bureaujob die Divisie 3 hem aanbiedt. In het heden gebruikt David zijn krachten om de soldaten uit te schakelen. Ze arresteren Clark, die een kunstoog draagt die camerabeelden opneemt en doorstuurt naar Divisie 3. David probeert te praten met Clark, en zegt hem dat mutanten en mensen naast elkaar kunnen leven. Cary plaatst David in een apparaat dat hij heeft ontworpen om Farouk te onttrekken van David. Tijdens de procedure komt David bijna om, tot Sydney hem kust en Farouk toelaat in haar eigen lichaam, waarop Farouk overgaat in dat van Kerry. Die begint een ravage aan te richten in Summerland totdat ze wordt geconfronteerd met de bevrijde David. Het gevecht zorgt ervoor dat Farouk overgaat in het lichaam van Oliver. Clark stemt er mee in om de mutanten te steunen. Oliver ontsnapt uit Summerland, samen met zijn hallucinaties van Lenny. Later wordt David verkleind en gevangengenomen door een drone, aangeduid als de Equinox, die werd gestuurd door Divisie 3. |   |           |                   |                   |                  |

### Seizoen 2 (2018)
| Nr. | # | Titel     | Regisseur | Schrijver(s) | Datum uitzending |
| --- | - | --------- | --------- | ------------ | ---------------- |
| 9   | 1 | Chapter 9 |           |              | 3 april 2018     |